# Gloriosa (Erfurt)
A Gloriosa (jelentése latinul dicsőséges) a világ legnagyobb szabadon lengő középkori harangja, amely az erfurti dóm középső tornyában található. A németalföldi mester, Gerhard van Wou öntötte az 1497. július 7-ről 8-ra virradó éjszaka. 11 450 kilogramm tömegű, 2,62 méter magas és 2,56 méter átmérőjű, és E0 hangon szólal meg. Szakértők szerint a világ egyik legszebb hangú harangja, formája és hangzása komoly befolyással bírt az elkövetkező évszázadok harangöntésére. Ezért gyakran illették a latin omnium campanarum regina, azaz „minden harangok királynője” titulussal.

## Története

### Előzmények
A jelenlegi Gloriosa a hatodik ilyen nevű erfurti harang. Több harangot ki kellett cserélni, mert tűzvészben megsérültek vagy megsemmisültek. Az első harangot ezen a néven 1251-ben öntötték, és a naumburgi püspök szentelte fel. Sérülés miatt 1307-ben és 1363-ban új harangokat kellett önteni. Az 1416-os székesegyházi tűzvészben az összes harang elpusztult. 1423-ban egy negyedik Gloriosa harangot öntöttek. Miután ez az 1472-es városi tűzvészben megsemmisült, Klaus von Mühlhausen mester 1477. augusztus 7-én öntötte az ötödik harangot, erre a székesegyház és a Severin-templom közötti téren került sor. A harang tíz tonnát nyomott, és a háromszög alaprajzú gótikus portál előtt helyezték el. Alig két év elteltével ez a harang súlyos sérüléseket szenvedett, így egy hatodik Gloriosát kellett készíteni.

### Korai története
Johannes Bonemilch, a szuffragális püspök nagy szerepet játszott a harang megrendelésében, a saját költségén szállásolta el otthonában a tapasztalt harangöntőt, Gerhard Wou van Kampent. Hosszas előkészület után 1497. július 7-én délután két órakor gyújtották be a dómmal szomszédos Severihof területén felállított két kohót. Este tíz óra körül az előző harang maradványait megolvasztották, és a kanonokok az öntés helyszínére érkeztek. Július 8-án hajnali egy órakor Gerhard mester megkezdte a tényleges öntést, amely két óra körül fejeződött be, ekkor a kanonokok elénekelték a Te Deum laudamus-t. Az elkészült harangot 1499-ben húzták fel a középső torony harangszintjére, és eközben több boltozatot is át kellett törni. Először 1499. május 19-én szólalt meg.
A Gloriosa az elkövetkező évszázadok során számos nagy méretű harang mintájául szolgált, mint például a frankfurti dómban található azonos nevű Gloriosa, a drezdai Kreuzkirche nagy keresztharangja és a kölni dóm büszkesége, a közel egy évszázadon át rekordtartó Petersglocke.
Az 1717-es toronytűzben, amelyet egy villámcsapás okozott, a Gloriosa volt az egyetlen harang a székesegyházban, amely nem sérült meg. Ez a harangtorony feletti és alatti boltozatoknak volt köszönhető.

### Javítások
1984. december 24-én a Gloriosa a karácsonyi ünnepek beharangozása közben megrepedt. 1985-ben Hans Lachenmeyer és fia, Thomas 60 kilogramm bronz felhasználásával hegesztette meg a toronyban, mivel a kiemelése nem volt lehetséges. 1985-ben a hegesztett repedés hossza 70 centiméter volt, a maximális falvastagság 19 centiméter. A repedés azért keletkezett, mert a harangot 1899-ben jóhiszeműen 90 fokkal elfordították, hogy a harangnyelv ne ugyanazt a pontot üsse. A harangnyelv 1497 óta mindig ugyanazokon a helyeken ütött, egészen addig az elforgatásig. 1927-ben egy új, túlméretezett harangnyelvet szereltek be, ami hozzájárult az 1984-es sérüléshez. A munkálatok elvégzéséhez az összes fa alkatrészt el kellett távolítani a toronyból, amely külön szigetelést kapott a javításhoz. A toronyba egy szállítható kemencét építettek be, a hegesztési művelethez a harang előmelegítése 26 órán át tartott, a fokozatos lehűlése pedig 8 napig. A harangot 1985. december 8-án szólaltatták meg újra.
A felelős harangszakértő, Kurt Kramer a hegesztés után (amely az NDK és NSZK együttműködésében valósult meg) a következő ítéletet hozta: „A Gloriosa nemcsak visszanyerte elveszettnek hitt hangját, hanem szebben is szól, mint ahogyan ma élő ember valaha is hallotta.” A hangjának lecsengési ideje, egy fontos akusztikai paraméter, amely korábban jó három és fél percig tartott, a hegesztés után öt percre emelkedett.
Ez a javítás nem bizonyult véglegesnek: 2004-ben egy újabb, 8 centiméter hosszú repedést találtak rajta. Az erfurti dóm teljes felújítása során a harangot egy újabb 40 centiméteres hajszálrepedés miatt el kellett távolítani, és a korábbi javítást is végző nördlingeni Lachenmeyer haranghegesztő műhelyben mintegy 170 000 euróért megjavíttatni. Ez azt jelentette, hogy a Gloriosa 2004. július 8-án több mint 500 év után először hagyta el a tornyot, amelyet megbontottak ehhez, a mozgatásához pedig egy speciális óriásdaru kellett. A műhelyben egy második repedést is felfedeztek, amelyet ugyanebben az időben kijavítottak a másikkal együtt. Végül egy nagy ünnepség keretében 2004 októberében tért vissza a harang, és emelték vissza a toronyba. A javítás után 2004. december 8-án szólalt meg először újra. A lecsengési ideje most már több, mint hat percre (370 másodperc) javult. 2006 márciusában a Gloriosa egy új, 366 kilogrammos harangnyelvet kapott.

## Jellemzői

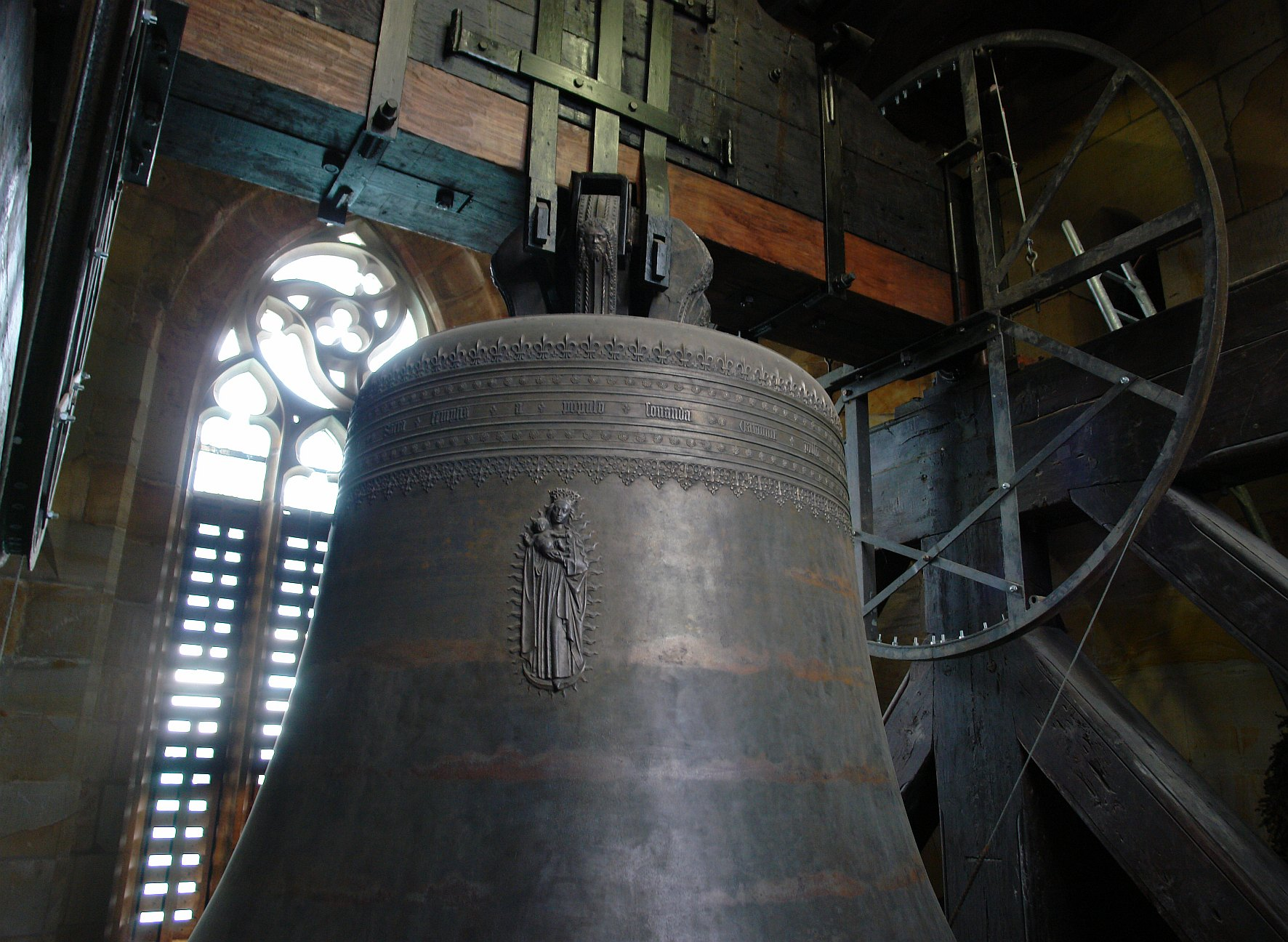
A harang díszítései

A harang legszembetűnőbb díszítése a Napba öltözött asszony, amelyet kétszer is domborművön ábrázolnak a harangpalást szemben levő részein. A harang további díszítései közé tartoznak a korona hat fülén lévő Krisztus-fejek, a harang nyakán heraldikai liliomokból álló fríz, valamint a dátumot és a mester nevét tartalmazó felirat:
„+ Laude / patronos / cano / glorioſa • • Fulgur / arcens / et / demones / malignos • Sacra / templis / a / populo / ſonanda • • Carmine / pulſo • • Gerhardus / wou / de / Campis / me / fecit • Anno / D[omi]ni / M . CCCC . XCUII”
„Dicsőséges [gloriosa] dicsérettel énekelek a védőszenteknek, elűzve a villámokat és a gonosz szellemeket, szólok az istentiszteletre, amelyet a nép énekszóval hirdet a dómban. A kampeni Gerhard Wou által készíttettem az Úr 1497. évében.”
A harang anyagának összetétele: 76,5% réz, 21,2% ón, 1,05% ólom, 0,24% nikkel, 0,8% antimon, 0,12% cink és némi vas, valamint kén.

## Harangozási rend

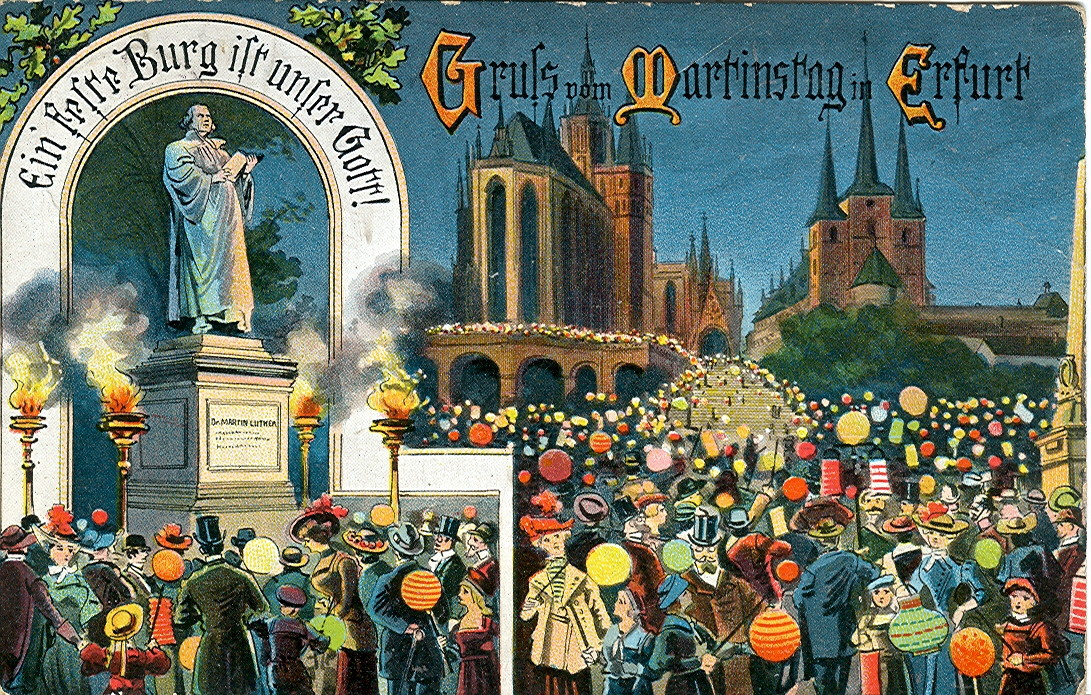
Szent Márton-napi üdvözlőlap (Erfurt, 1913)

A Gloriosa csak különleges alkalmakkor és nagy egyházi ünnepeken szólal meg A csökkentett harangozási rend (pl. december 24-én ma már néma, ellentétben például az 1984-es szentestével) a következő:
| Dátum / ünnep   | dőpont    | Alkalom                            |
| --------------- | --------- | ---------------------------------- |
| Január 1.       | ca. 10:45 | Az újév köszöntése                 |
| Nagykedd        | ca. 13:00 | Olajszentelési mise                |
| Húsvétvasárnap  | ca. 10:45 | Húsvét ünnepe                      |
| Pünkösdvasárnap | ca. 11:15 | Pünkösd ünnepe                     |
| Augusztus 15.   | 0 17:45   | Mariä Aufnahme in den Himmel       |
| Szeptember      | ca. 9:25  | Egyházmegyei zarándoklat Erfurtban |
| November 10.    | ca. 17:50 | Márton-nap előestéje               |
| December 25.    | ca. 10:45 | Hochfest der Geburt des Herrn      |
A Gloriosa rendkívüli megszólalásai közé tartozik 2010. október 3-a, a német újraegyesítés 20. évfordulója alkalmából, valamint 2011. szeptember 24-e, amikor is XVI. Benedek pápát köszöntötte, aki a németországi látogatása során aznap az erfurti Dóm téren celebrált nagymisét. (A dóm katolikus székesegyház az egyébként nagyrészt protestáns Türingiában). 2012. április 26-án a helyi Gutenberg Gimnáziumban történt lövöldözés áldozatainak 10. évfordulójára emlékeztek vele. A 2018. április 25-én elhunyt Hans-Reinhard Koch emeritus segédpüspök gyászmiséje után szólalt meg.
Erfurtban van egy mondás: „Amikor a Gloriosa megszólal, minden más harangnak el kell hallgatnia”. Azokon az alkalmakon, amikor a nagyharang megszólal, a város egyetlen más harangját sem kondítják meg előtte. A Gloriosa mindig az első, és az összes többi harang késleltetve szólal meg utána.

## Fordítás
- Ez a szócikk részben vagy egészben  a   Gloriosa (Erfurter Dom) című német Wikipédia-szócikk ezen változatának fordításán alapul.  Az eredeti cikk szerkesztőit annak laptörténete sorolja fel. Ez a jelzés csupán a megfogalmazás eredetét és a szerzői jogokat jelzi, nem szolgál a cikkben szereplő információk forrásmegjelöléseként.